# Красницкий, Геннадий Александрович
Геннадий Александрович Красницкий (27 августа 1940, Ташкент — 12 июня 1988, Курган-Тюбе) — советский футболист, тренер. Нападающий ташкентского «Пахтакора». Мастер спорта СССР (1961, лишен звания в октябре 1962).

## Биография
Выступал за команду «Пахтакор» Ташкент, отыграл в ней 13 сезонов, провёл 245 матчей, забил 102 гола.
За сборную СССР сыграл 3 матча, забил 1 гол.
Отличался очень сильным «пушечным» ударом.
Работал тренером в команде «Пахтакор» (Ташкент), а после того, как главный тренер А. Башашкин был освобождён от занимаемой должности, обязанности главного тренера в 1976 году возложили на Красницкого. Первый круг «Пахтакор» завершил на втором месте, уступая бакинскому «Нефтчи», но на финише пропустил ещё и «Кайрат» и не выполнил задачу возвращения в высшую лигу, поэтому Красницкий был уволен. После работал главным тренером команды «Янгиер» и «Звезда» Джизак.
В 1986—1987 годах — начальник отдела футбола республиканского ДФСО профсоюзов. Красницкий делал попытки к изменению своего положения, но вышестоящее руководство отказало повысить ему оклад и должность. Он был переведен в разряд судьи-инспектора чемпионата Узбекистана.
Находясь в Курган-Тюбе на инспектировании матча, покончил с собой, выбросившись из окна гостиничного номера. Похоронен на Боткинском кладбище Ташкента.

## Достижения
- Награждён медалью «Шухрат» (25.05.2006, посмертно)[5]
- Его именем назван спортивно-оздоровительный комплекс в Ташкенте
- Член клуба Григория Федотова: 112 голов